# Groepsisomorfisme
In de abstracte algebra is een groepsisomorfisme een functie tussen twee groepen die een-op-een correspondentie opzet tussen de elementen van de twee groepen en wel op een manier, die de gegeven groepsbewerkingen respecteert. Als er sprake is van een isomorfisme tussen de twee groepen, dan worden de groepen isomorf genoemd. Vanuit het oogpunt van de groepentheorie hebben isomorfe groepen dezelfde eigenschappen en hoeven zij daarom niet van elkaar te worden onderscheiden.

## Definities en notatie
Gegeven twee groepen ({\displaystyle G}, *) en ({\displaystyle H}, {\displaystyle \odot }), is een groepsisomorfisme van ({\displaystyle G}, *) naar ({\displaystyle H}, {\displaystyle \odot }) een bijectief groepshomomorfisme van {\displaystyle G} naar {\displaystyle H}. Dit betekent dat een groepsisomorfisme een bijectieve functie
{\displaystyle f:G\rightarrow H\,} is,
zodanig dat voor alle u en v in G: 
{\displaystyle f(u*v)=f(u)\odot f(v)}.
De twee groepen (G, *) en (H, {\displaystyle \odot }) zijn isomorf als er een isomorfisme bestaat. Dit wordt geschreven als: 
{\displaystyle (G,*)\cong (H,\odot )}
Vaak, wanneer er geen tweeslachtigheid is over de groepsbewerking, kan er een kortere en meer eenvoudige notatie worden gebruikt: 
{\displaystyle G\cong H}
Bij gegeven groep {\displaystyle (G,*)}, verzameling {\displaystyle H} en bijectie {\displaystyle f:G\rightarrow H\,} kan zo ook van {\displaystyle H} een isomorfe groep {\displaystyle (H,\odot )} gemaakt worden.

## Voorbeeld
Alle groepen van orde twee zijn als groep isomorf (de groep als abstracte structuur wordt onder meer genoteerd als Z2). Alle groepen van isometrieën in het euclidische vlak van orde twee zijn dus als groep isomorf. Elk van deze isometriegroepen bestaat uit de identiteit en de spiegeling in een lijn of de rotatie over 180° in een punt. De eerste categorie heeft binnen deze context de verzamelnaam spiegeling met als symbool D1, de tweede de verzamelnaam rotatie van orde 2 met als symbool C2.